# Bachué (barrio)
Bachué es un barrio ubicado en el noroccidente de Bogotá, Colombia. Hace parte de la localidad de Engativá, situándose al occidente de esta. Administrativamente, pertenece a la UPZ 29 (El Minuto de Dios) y a la UPL Engativá.

## Toponimia
Bachué en el idioma muisca: Bat (Digno) - chue (Pecho, alimento), es la Diosa Madre del pueblo Muisca y símbolo de la fertilidad.

## Historia
Este barrio está ubicado en los terrenos de las antiguas Haciendas Santa Teresita y Caldas propiedad de los hermanos Eduardo y Jorge Ricaurte, dedicadas a la agricultura y que se encontraban en jurisdicción del pueblo de Engativá. Los predios fueron vendidos al Instituto de Crédito Territorial (ICT), Vecol y a Telecom en 1972.
En 1978 nace Ciudad Bachué etapa uno y dos, diseñado por el  arquitecto Patricio Samper para el I.C.T. influenciado por el arquitecto franco suizo Le Corbusier y su estructura de construcción conocida como Dominó, consistente en una vivienda versátil con grandes posibilidades de adaptabilidad pensadas para ser aplicables a un proyecto social y comunitario de arquitectura.
Pronto, 6 mil personas resultan como beneficiarios de este proyecto y en las listas del periódico El Tiempo salen sus nombres reseñados y la clase de vivienda del cual serían adjudicatarios. Soluciones habitacionales tipo A (casas), Tipo B (apartamentos dúplex con patio) y C (apartamentos sencillos de un nivel). La entrega se efectúa en obra negra, por lo que sus habitantes deben iniciar un proceso de autoconstrucción en donde cada beneficiario tuvo que comprar ventanas, ladrillos, puertas y grifos, entre otros.

## Geografía
El barrio se divide en 3 sectores, el I de la calle 90 hasta la calle 86, el II de la calle 86 hasta la calle 80 y el III de la calle 90 hasta el Humedal Tibabuyes. En el futuro limitara con la ALO Avenida Longitudinal de Occidente en su costado Occidental.

## Barrios vecinos
Al Norte
- Húmedal Tibabuyes o Juan Amarillo
- Villa Cristina
- Luis Carlos Galán

Al Sur
- Santa Rosita

Al Occidente
- Compartir Bochica
- Ciudad Bochica

Al Oriente
- Quirigua.

## Aspectos socioeconómicos
Es un barrio popular de estrato 2 con iglesias, parques, colegios y negocios de actividades de servicios y comerciales minoristas.
Las problemáticas ambientales se presentan por su cercanía al Humedal Tibabuyes y el futuro trazado de la ALO  Avenida Longitudinal de Occidente y las implicaciones que esta pueda tener en el sector

## Sitios importantes
- Iglesia de Todos los Santos[5]

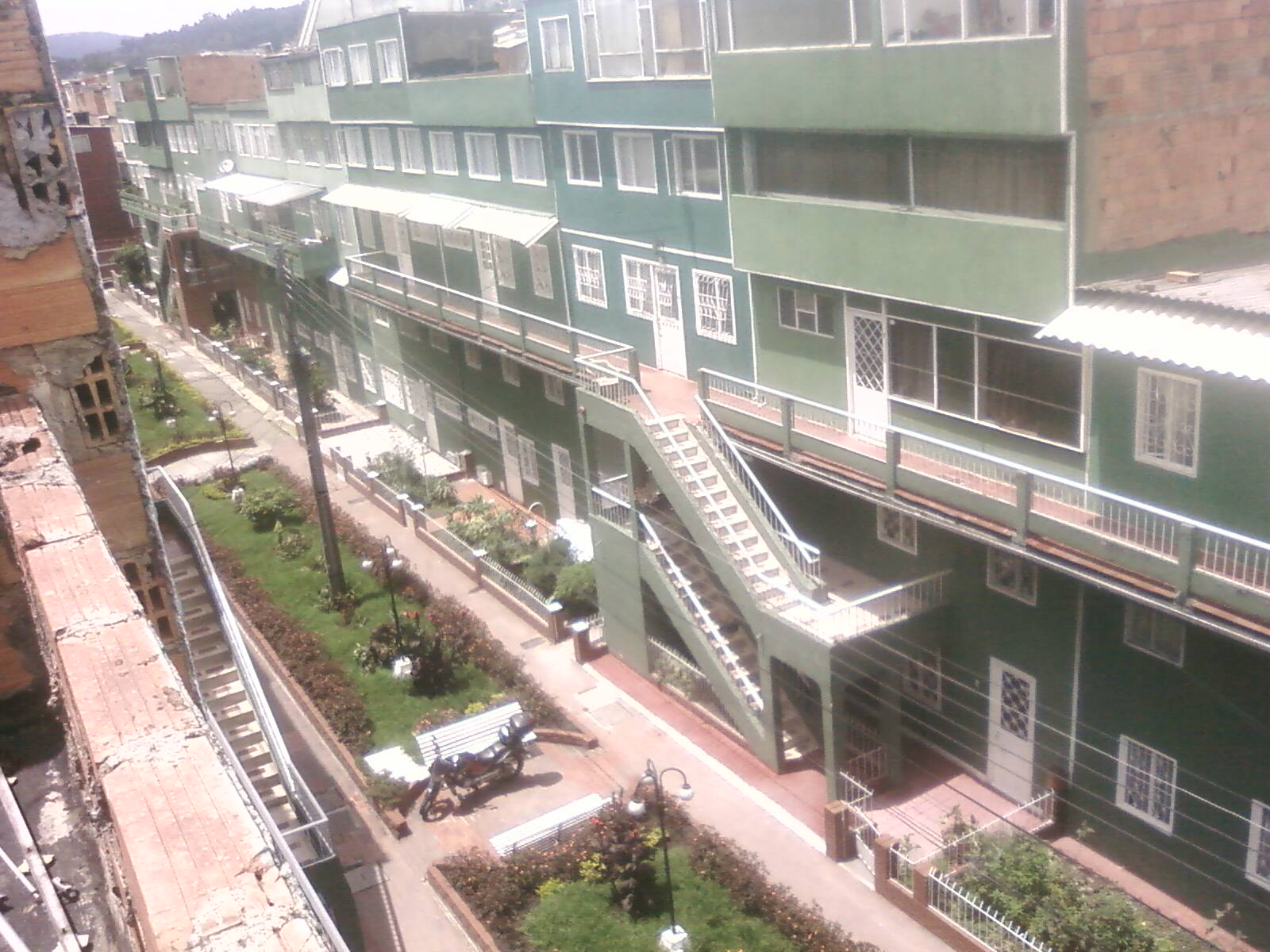
Barrio Ciudad Bachué

- Santuario El Señor de los Milagros[6]
- Unidad Primaria de Atención UPA Bachué Salud.[7]
- Jardín Infantil Paulo Freire ICBF

- IED Técnico Laureano Gómez[8]
- Parque Ciudad Bachué Etapa I
- Parque Ciudad Bachué Etapa II
- ICBF Bachue
- Cancha de fútbol Bachué[9]
- CAI Bachué Policía[10]

## Infraestructura
- Patio Taller provisional de Transmilenio[11]

## Acceso y Vías
Se accede por la calle 80, o en servicio público por la ruta alimentadora de Transmilenio que sale del Portal 80 1-7 Quiriguá, o por las distintas rutas del SITP que ingresan al barrio por la calle 90 o por la transversal 94.